# Valdivia (provins)
Provincia de Valdivia är en provins i Chile.   Den ligger i regionen Región de Los Ríos, i den södra delen av landet, 700 km söder om huvudstaden Santiago de Chile. Antalet invånare är 272 527. Arean är 10 197 kvadratkilometer.
Terrängen i Provincia de Valdivia är kuperad västerut, men österut är den bergig.
Provincia de Valdivia delas in i:
- Corral
- Lanco
- Los Lagos
- Mariquina
- Mafil
- Paillaco
- Panguipulli
- Valdivia

I omgivningarna runt Provincia de Valdivia växer i huvudsak städsegrön lövskog. Runt Provincia de Valdivia är det ganska glesbefolkat, med 23 invånare per kvadratkilometer.